# 新島繁
新島 繁（にいじま しげる、1901年11月3日 - 1957年12月19日）は、日本のドイツ文学者、思想評論家、翻訳家。
専門はドイツ文学で、多数の翻訳を手掛けた。文学作品の翻訳時には本名の野上 巖（のがみ いわお）を用いた。

## 経歴
山口県生まれ。東京帝国大学独文科を卒業した。日本大学予科教授となり、1929年プロレタリア科学研究所に参加する。しかし、1931年に日本大学を辞職させられる。
1932年に唯物論研究会に参加し、その後治安維持法違反などの嫌疑で投獄される。獄中の1940年に転向して保釈されたが、太平洋戦争後、日本民主主義文化連盟、民主主義科学者協会などの創立にかかわる。
1955年、神戸大学教授に就いた。

## 関連
映画記録者・野上照代の父であり、映画「母べえ」に登場するが、獄中で亡くなったというのは創作。

## 著書
- 『社会運動思想史』（三笠書房、唯物論全書） 1937
- 『時代の青春 新しい人間形成のために』（伊藤書店、人民群書） 1948
- 『現代思想の相貌』（印刷局） 1949
- 『社会科学文献解題』（編著、東峰書房） 1949
- 『現代ヒューマニズムの世界 研究と評論』（伸展書房） 1950
- 『ジャーナリズム』（ナウカ社） 1950

## 翻訳
- 『人類社会発達史概要』（ヴィットフォーゲル、水野力, 久米誠共訳、大畑書店） 1934 - 1935
- 『市民社会史』（ヴィットフォーゲル、叢文閣） 1935
- 『近代世界観成立史 封建的世界観から市民的世界観へ マニュフアクチア時代の哲学史のための研究』上巻（フランツ・ボルケナウ、横川次郎共訳、叢文閣） 1935
- 『バルザック論』（クルティウス、野上巌名義訳、河出書房） 1942
- 『資本主義前史』（ヴィットフォーゲル、解放社） 1946
- 『シルレル詩全集』（大野敏英, 石中象治, 野上巌名義共訳、白水社） 1948